# 木下周一

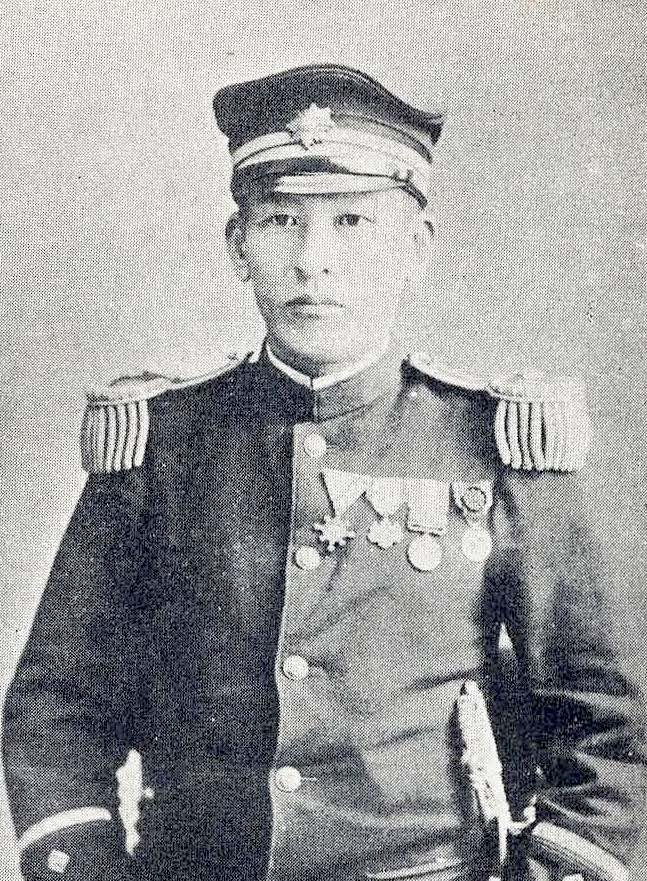
木下周一

木下周一（1851年10月15日—1907年6月4日）日本明治時代官員，於1898年（明治31年）奉令接替村上義雄擔任台中縣知事，管轄今台中市、台中縣、彰化縣、南投縣等區域。
| 前任： 村上義雄 | 台中縣知事 1898年上任 | 繼任： 小林三郎 |